# 瓦雷德
瓦雷德（法語：Varreddes，法語發音：[vaʁɛd] ⓘ）是法国塞纳-马恩省的一个市镇，属于莫城区。

## 地理
瓦雷德（49°0'10"N, 2°55'45"E）面积8 平方千米，位于法国法蘭西島大區塞纳-马恩省，该省份为法国北部内陆省份，北起瓦兹省，西接埃松省、马恩河谷省、塞纳-圣但尼省和瓦兹河谷省，南至卢瓦雷省，东南接约讷省，东临马恩省和奥布省，东北接埃纳省。
与瓦雷德接壤的市镇（或旧市镇、城区）包括：尚布里、泰鲁阿讷河畔孔日、埃特雷皮伊、热尔米尼莱维克、潘西。

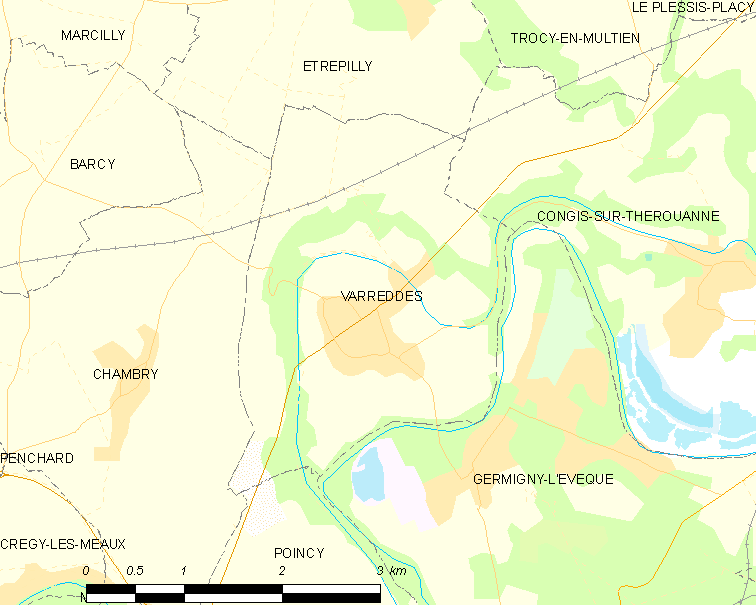
瓦雷德的OSM定位图

瓦雷德的时区为UTC+01:00、UTC+02:00（夏令时）。

## 行政
瓦雷德的邮政编码为77910，INSEE市镇编码为77483。

## 政治
瓦雷德所属的省级选区为克莱-苏伊县。

## 人口

1962-2008年间瓦雷德人口变化图示

瓦雷德于2022年1月1日时的人口数量为2166人。